# Grzybówka wielkozarodnikowa

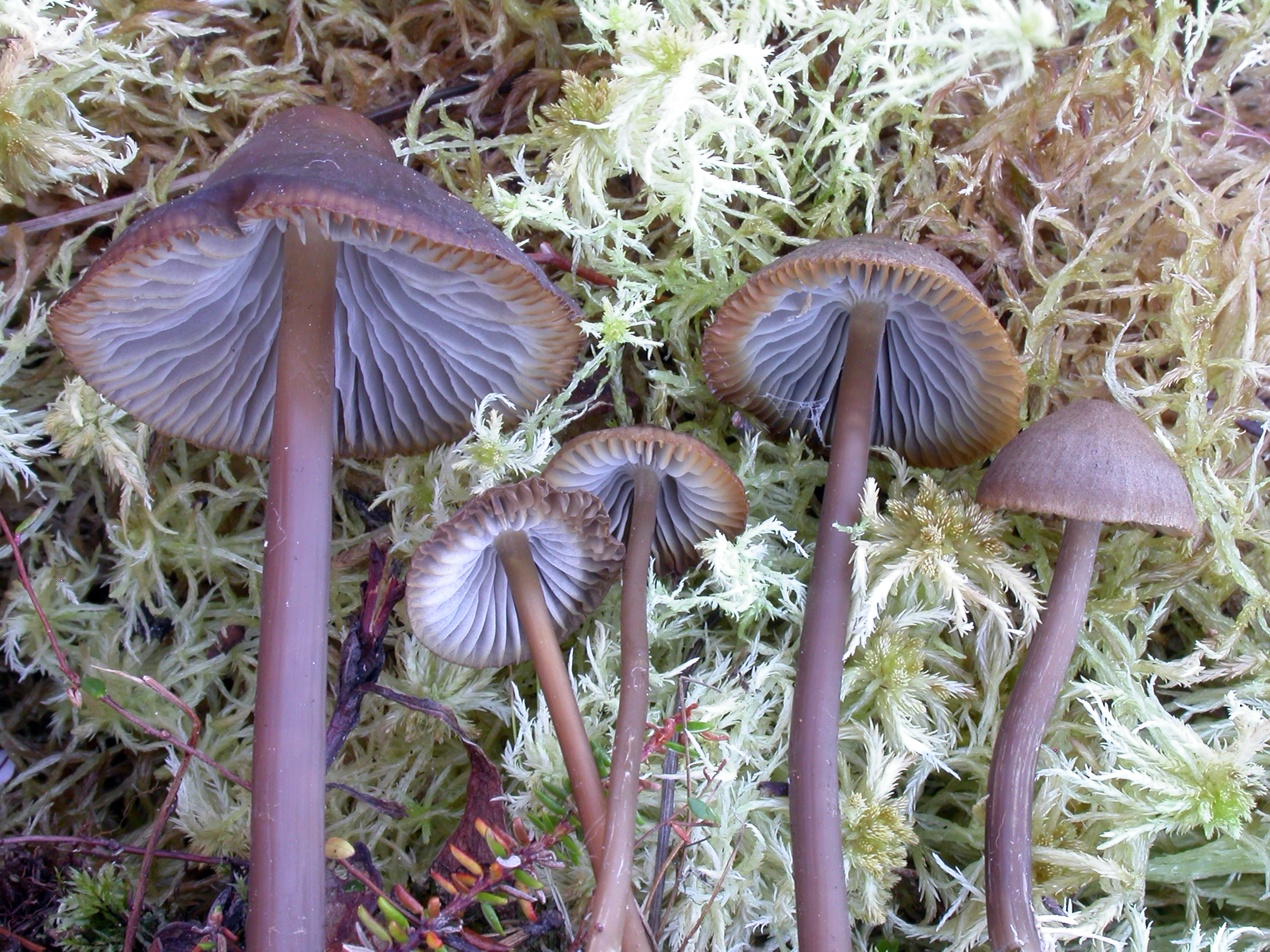

Grzybówka wielkozarodnikowa (Mycena megaspora Kauffman) – gatunek grzybów z rodziny grzybówkowatych (Mycenaceae).

## Systematyka i nazewnictwo
Pozycja w klasyfikacji według Index Fungorum: Mycena, Mycenaceae, Agaricales, Agaricomycetidae, Agaricomycetes, Agaricomycotina, Basidiomycota, Fungi.
Takson ten opisał w 1932 r. Calvin Henry Kaufmann. Synonim: Mycena uracea A. Pearson 1938.
Nazwę polską  nadała mu Maria Lisiewska w 1987 r.

## Morfologia
Kapelusz
Średnica 10–40 mm, początkowo stożkowaty, dzwonkowaty z mniejszym lub większym garbkiem, potem spłaszczony, często promieniście pomarszczony, nieprążkowany lub słabo prążkowany. Powierzchnia oprószona, połyskująca, u młodych owocników o barwie od ciemnobrązowej do prawie czarnej, u starszych jaśniejsza; ciemnoszarobrązowa do ciemno brązowawej. Brzeg początkowo podwinięty, potem prosty, brudno brązowawy do jasnobrązowego.
Blaszki
W liczbie 18–34 dochodzących do trzonu, sprężyste, twarde, przyrośnięte, czasami nieco zbiegające z ząbkiem, gładkie lub silnie żyłkowane i zrastające się, ciemnoszarobrązowe, blaknące z wiekiem do bladoszarych lub białawych. Ostrza jaśniejsze.
Trzon
Wysokość 30–130 mm, grubość 2–4 mm, walcowaty, pusty w środku, twardy, chrzęstny. Powierzchnia gładka do wzdłużnie drobno poszarpanej, lub popękana, oprószona, w większej części połyskująca, w stanie wilgotnym śliska. Barwa w górnej części od bladej do białawej powyżej, dołem ciemniejsza; sepio brązowa. Podstawa gęsto pokryta długimi, szorstkimi, giętkimi białawymi włókienkami i stopniowo przechodząca w krótszy lub dłuższy korzeń.
Miąższ
Zapach przeważnie nieokreślony, ale również określany jako mączny.
Cechy mikroskopowe
Podstawki 30–50 × 10–15 µm, maczugowate, 2-zarodnikowe bez sprzążek, lub 4-zarodnikowe ze sprzążkami, ze sterygmami o długości do 10 µm. Zarodniki powstające na podstawkach dwuzarodnikowych 11,6–17,5 × 7,6–8,4 µm, zarodniki na podstawkach 4-zarodnikowych 9–12,5 × 6–8,1 µm. Są pipetowate, gładkie, amyloidalne. Cheilocystydy 24–72 × 5,5–17 µm, tworzące sterylne pasma, maczugowate, prawie cylindryczne, lub o nieregularnym kształcie, pokryte kilkoma dość grubymi gruzełkami. Trama blaszek dekstrynoidalna. Strzępki w skórce kapelusza o szerokości 2–3,5 µm, pokryte brodawkami lub dość grubymi gruzełkami. Strzępki w skórce trzonu o szerokości 3–4,5 µm, gładkie, pokryte gruzełkami 2–5,5 × 1–2 um.

## Występowanie i siedlisko
Grzybówka wielkozarodnikowa  znana jest w Ameryce Północnej i w Europie. Władysław Wojewoda w zestawieniu grzybów wielkoowocnikowych Polski w 2003 r. przytacza liczne stanowiska. Bardziej aktualne stanowiska podaje internetowy atlas grzybów. Grzybówka wielkozarodnikowa zaliczona w nim jest do listy grzybów rzadkich, wartych objęcia ochroną. Znajduje się na Czerwonej liście roślin i grzybów Polski. Ma status V – gatunek narażony, który zapewne w najbliższej przyszłości przesunie się do kategorii wymierających, jeśli nadal będą działać czynniki zagrożenia.
Grzyb saprotroficzny. Owocniki od czerwca do listopada. Występuje w lasach wśród mchów, ale także na innych siedliskach, np. wrzosowiskach, torfowiskach, na nagim torfie. Preferuje tereny wilgotne.

## Gatunki podobne
Grzybówkę wielkozarodnikową cechuje ciemny kolor kapelusza, szerokie zarodniki i występowanie na torfie, na wrzosowiskach, wśród torfowców itp., a nie na zbutwiałym drewnie. Charakterystyczny jest także chrząstkowo-twardy trzon, który często jest nieco bruzdowany, przypominający trzon grzybówki bruzdowanotrzonowej (Mycena polygramma).